# Chuck Hagel
Charles Timothy "Chuck" Hagel, född 4 oktober 1946 i North Platte, Nebraska, är en amerikansk republikansk politiker. Mellan 2013 och 2015 var han USA:s försvarsminister under president Barack Obama.

## Uppväxt
Hagels far, Charles Dean Hagel, var av tysk härkomst, medan hans mor, Betty Dunn, var av polsk och irländsk härkomst.
Hagel representerade delstaten Nebraska i USA:s senat 1997-2009.
Hagel tjänstgjorde i Vietnamkriget i USA:s armé. Han utexaminerades 1971 från University of Nebraska at Omaha. Han gifte sig 1985 med Lilibet Ziller. Paret har en dotter, Allyn, och en son, Ziller.